# Ева Браун
Ева Ана Паула Хитлер (на немски: Eva Anna Paula Hitler; родена Браун, Braun, на немски собственото име се произнася Ефа, прослушване) (6 февруари 1912 г., Мюнхен – 30 април 1945 г., Берлин) е дългогодишна спътничка в живота на Адолф Хитлер и за кратко време негова съпруга. Браун среща Хитлер в Мюнхен на 17-годишна възраст докато работи като асистент и модел на личния му фотограф и започва да се среща с него около две години по-късно. По време на връзката им тя двукратно опитва да се самоубие. До 1936 г. тя е станала част от неговото домакинство в Бергхоф, близо до Берхтесгаден и до края на Втората световна война живее охолно.
Според историците политическото влияние на Браун над Хитлер е нищожно. Тя продължава дейности, които Хитлер не одобрява, като пушене, носене на грим и голи слънчеви бани. Браун обича фотографията и много от оцелелите цветни снимки на Хитлер са направени от нея. Въпреки че е ключова фигура във вътрешния социален кръг на Хитлер, Браун не се появява на публично място заедно с него до лятото на 1944 г., когато сестра ѝ се омъжва за офицер от личния му щаб. С рухването на германската отбрана към края на Втората световна война Браун се заклева във вярност към Хитлер и отива в Берлин, за да бъде до него в силно укрепения Фюрербункер под Райхсканцлерството. Докато войници от Червената армия се приближават към бункера, Ева Браун и Адолф Хитлер сключват граждански брак с кратка церемония на 29 април 1945 г. 24 часа по-късно те заедно се самоубиват в стая на бункера. Тя поглъща капсула цианид. Хитлер също сдъвква капсула цианид и след това се застрелва. Германското общество научава за Браун след смъртта ѝ.

## Ранни години
Ева Браун е втората дъщеря на учителя Фридрих „Фриц“ Браун и Франциска „Фани“ Кранбургер. По-голямата ѝ сестра Илзе е родена през 1909 г., а по-малката Маргарете „Гретъл“ през 1915 г. Браун получава гимназиално образование, след което учи една година в манастирско училище, където има средни оценки и проявява талант за атлетика. Работи няколко месеца като рецепционистка в медицинска служба, след което на 17-годишна възраст става офис и лабораторна асистентка, както и модел, на Хайнрих Хофман, официалният фотограф на Националсоциалистическата работническа партия. Тя среща 23 години по-възрастния от нея Хитлер в студиото на Хофман в Мюнхен през 1929 г.

## Връзка с Хитлер
Браун започва по-често да се среща с Хитлер след самоубийството на племенницата му Гели Раубал на 19 септември 1931 г. Самата Браун прави опит за самоубийство през 1932 г. като се прострелва във врата. След възстановяването ѝ Хитлер започва да ѝ обръща повече внимание и урежда купуването на вила в предградието на Мюнхен Васербургерщрасе с пари от хонорарите, получени от продажбите на силно популярните негови снимки, направени в студиото на Хайнрих Хофман. Той ѝ осигурява също един Мерцедес, шофьор и прислужница.

Когато Хитлер става канцлер на Германия през 1933 г. Браун сяда на сцената в частта, запазена за много важни личности, като секретарка, на което сестрата на Хитлер Ангела възразява, в резултат на което ѝ е забранено да живее в близост до Браун. През 1935 г. Ева Браун прави повторен опит за самоубийство, този път със свръхдоза приспивателни. Към 1936 г. Ева Браун е в домакинството на Хитлер в Бергхоф, близо до Берхтесгаден, когато той е там, а родителите ѝ също са поканени неколкократно на вечеря. През 1938 г. Хитлер посочва Браун като пръв негов наследник с годишен доход от около 600 английски лири след смъртта му, Въпреки това, Браун изглежда не е имала политическо влияние над Хитлер. На нея не ѝ е позволено да остава в стаята, когато се обсъждат работни или политически въпроси. Не е ясно дали Браун е членувала в Националсоциалистическата партия. Според нейната биографка, Анджела Ламбърт, никога не е членувала в партията, нито е била подлагана на натиск да го стори.  
 Тя води привилегирован и защитен живот и изглежда не се интересува от политика. Хитлер и Браун никога не се появяват като двойка сред обществото. Германският народ узнава за връзката на фюрера след края на войната. Дори и по време на Втората световна война Браун продължава да живее с много свободно време, което запълва с упражнения, четене на любовни романи, гледане на филми и дори ранна немска телевизия (поне до около 1943 г.) наред с домакинстване на събранията на вътрешния кръг на Хитлер. За разлика от повечето германци, на нея ѝ е позволено да чете английски и американски списания и да гледа чуждестранни филми. Привързаността ѝ към голите слънчеви бани (и правенето на нейни снимки в това състояние) разгневява Хитлер. Според разкази тя е приемала като подаръци имущество на кралски семейства от завладените от Хитлер страни. Браун цял живот се интересува от фотография и най-близките ѝ приятелки я наричат Rolleiflex момиче (по името на известната марка фотоапарати). Тя сама проявява снимките – повечето съществуващи цветни снимки и филми на Хитлер са нейно дело.
На 3 юни 1944 г. сестрата на Браун Гретл (1915 – 1987) се омъжва за Херман Фегелайн, който служи като офицер за свръзка в щаба на Хитлер. Хитлер използва женитбата като претекст за появяването на Браун на официални събития. Когато Фегелайн е заловен към края на войната да се опитва да избяга в Швеция с друга жена, Хитлер лично заповядва екзекуцията му. Гретл е бременна в осмия месец по това време и кръщава дъщеря си Ева Барбара Фегелайн. Ева Фегелайн се самоубива през 1975 г. След като чува за заговора от 20 юли за убийството на Хитлер, Браун заявява: „От първата ни среща се заклех да те последвам навсякъде, дори и в смъртта. Живея само за любовта ти.“

### Брак и самоубийство
В началото на април 1945 г. Браун заминава с кола от Мюнхен за Берлин, за да бъде с Хитлер във Фюрербункера. Тя отказва да напусне бункера, когато Червената армия се приближава, настоявайки, че е сред малкото останали му верни хора. Адолф Хитлер и Ева Браун сключват граждански брак на 29 април със свидетели Йозеф Гьобелс и Мартин Борман. Булката носи черна (или тъмно синя) копринена рокля. След брака законното ѝ име става Ева Хитлер. Когато подписва удостоверението за брак тя написва буквата B, но я задрасква и написва Hitler. Адолф и Ева Хитлер се самоубиват към 15.30 ч. на 30 април 1945 г. Адолф Хитлер сдъвква капсула с цианид и се застрелва в дясното слепоочие, а Ева Хитлер сдъвква капсула с цианид. Телата им са изгорени в двора на Райхското канцлерство в непосредствена близост до Фюрербункера.
Овъглените останки са открити от руснаците, които ги погребват в базата на СМЕРШ в Магдебург, Източна Германия заедно с телата на Йозеф и Магда Гьобелс и шестте им деца. Всичките останки са ексхумирани, напълно кремирани и разпръснати в р. Елба през април 1970 г.